# S 117
S 117 war ein Großes Torpedoboot vom Typ 1898 der deutschen Kaiserlichen Marine. S 117 gehörte mit seinen 1902 bestellten Schwesterbooten S 114, S 115, S 116, S 118 und S 119 zur dritten von Schichau gebauten Serie dieses Typs. Das Boot ging am 17. Oktober 1914 während des Seegefechts vor Texel verloren.

## Baugeschichte und Technik
Die Kiellegung von S 117 erfolgte 1902 bei den Schichau-Werken in Elbing. Am 4. Februar 1903 erfolgte der Stapellauf. Die Indienststellung erfolgte am 21. Mai 1903. Das Boot war 63,2 m lang, 7,0 m breit und hatte einen Tiefgang von 2,69 m. Die Maximalverdrängung betrug 415 t. Der Antrieb erfolgte über zwei dreiflügelige Schrauben, welche über zwei Wellen angetrieben wurden. Es hatte drei Schichau-Thornycroft-Wasserrohrkessel, zwei Verbunddampfmaschinen mit dreifacher Dampfdehnung und einer Leistung von 6000 PS, womit das Boot 28 kn erreichen konnte.
Die Bewaffnung von S 117 bestand aus drei 5-cm-Schnelladekanonen L/40 in Einzelaufstellung. Zudem verfügte das Boot über drei ebenfalls einzeln aufgestellte Torpedorohre ⌀ 45 cm.

## Einsatzgeschichte
Die Boote S 114 bis S 119 bildeten unter dem Kommando von Korvettenkapitän Georg Thiele zu Beginn des Ersten Weltkriegs die 7. Torpedoboots-Halbflottille innerhalb der IV. Torpedoboots-Flottille.
Am 17. Oktober 1914 verließ die 7. Torpedoboots-Halbflottille Emden unter ihrem Chef, Korvettenkapitän Thiele, auf dem Führerboot S 119 und mit den Booten S 115, S 117 und S 118, um vor der Südküste Englands Minen zu legen. Am frühen Nachmittag des 17. Oktober 1914 stellte der britische Leichte Kreuzer Undaunted auf einer Routinepatrouille mit den zur 3. Flottille gehörenden Zerstörern Lennox, Legion, Loyal und Lance die deutsche Halbflottille vor der niederländischen Insel Texel etwa bei 53° 17′ N, 3° 28′ O.
Die Zerstörer Legion und Loyal schossen S 117 kampfunfähig, sodass die Besatzung das Boot aufgab. Beide Zerstörer versenkten es dann durch Artilleriefeuer.